# HomePod Mini
Der HomePod Mini ist ein vom US-amerikanischen Unternehmen Apple entwickelter intelligenter Lautsprecher. Er ist kugelförmig, kleiner und kostet weniger als der HomePod.
Bei der Präsentation am 13. Oktober 2020 kündigte Apple eine neue Software für alle HomePod-Nutzer an. Siri erkennt mit ihr die Stimmen von bis zu sechs Familienmitgliedern auf demselben Gerät und personalisiert die Antworten für jede Person. Nutzer mit mehr als einem HomePod können mit der neuen Intercom-Funktion, die auch auf iPhones, iPads und Apple Watches verfügbar ist, in verschiedenen Räumen miteinander kommunizieren.
Der HomePod Mini unterstützt das Netzwerkprotokoll Thread und den Standard Matter für die Hausautomatisierung.
Seit November 2021 gibt es den HomePod Mini nicht nur in Grau und Weiß, sondern auch in den Farben Blau, Orange und Gelb. Die neuen Farben haben ein getöntes Touch-Display, das den ursprünglichen Farben ähnelt. Weiter ist auch das geflochtene Kabel entsprechend gefärbt.
Mit dem Update auf die HomePod-Softwareversion 16.3 wurde die Anzeige der Raumtemperatur und der Luftfeuchtigkeit aktiviert.